# Powstania niewolników w starożytnym Rzymie

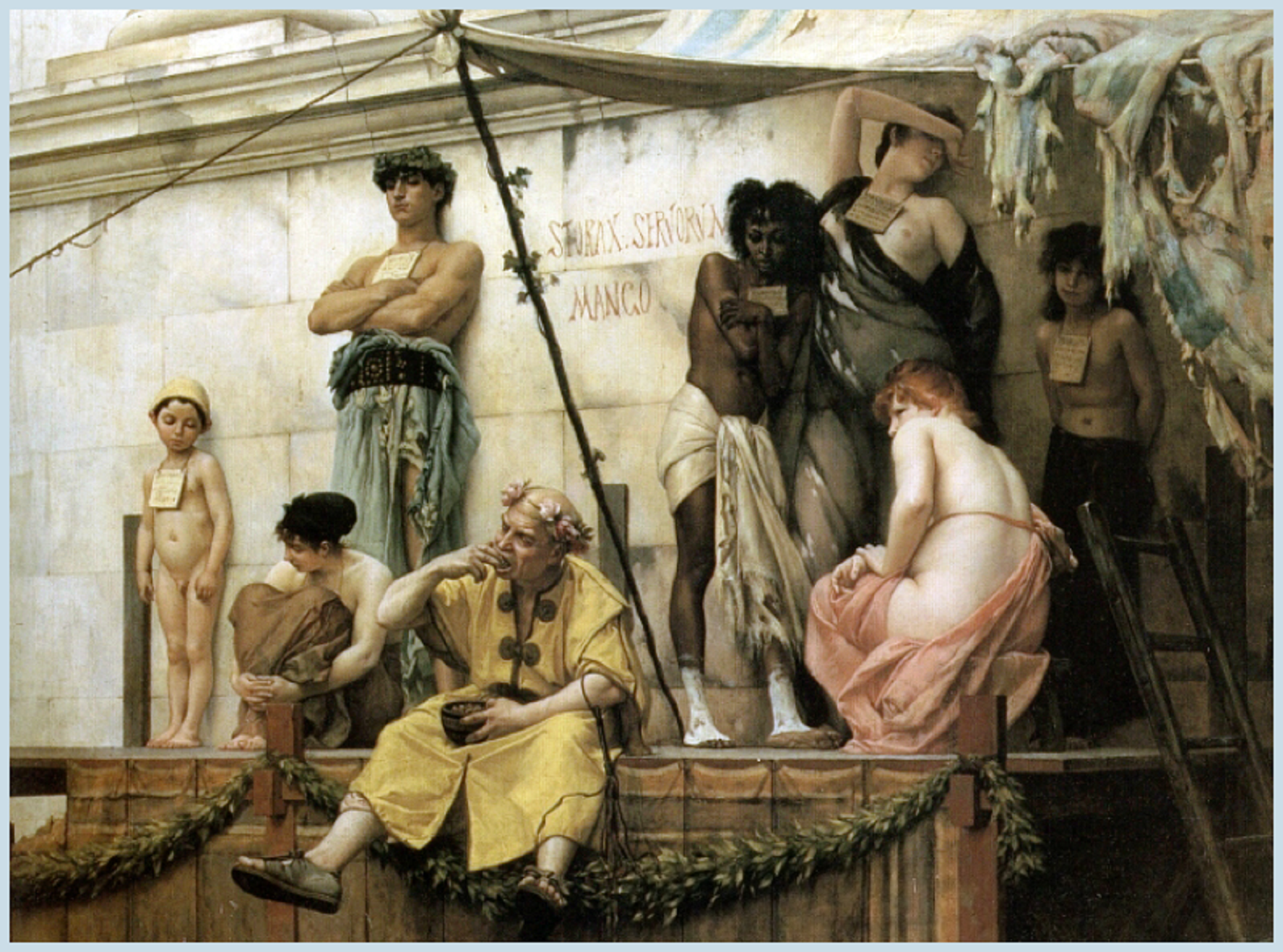
Targ niewolników w starożytnym Rzymie. Obraz Gustave’a Boulangera

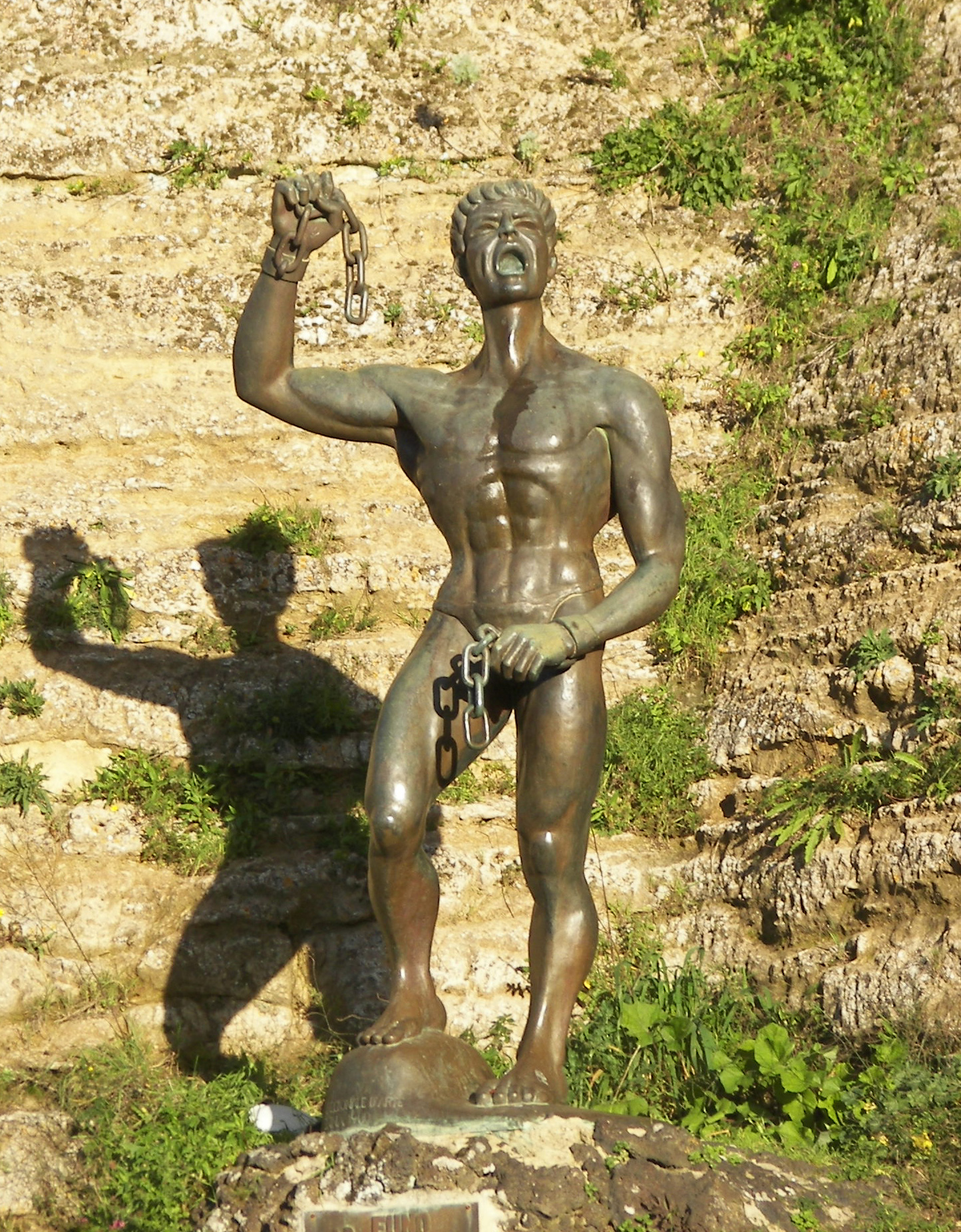
Pomnik przywódcy I powstania niewolników Eunusa w Ennie na Sycylii

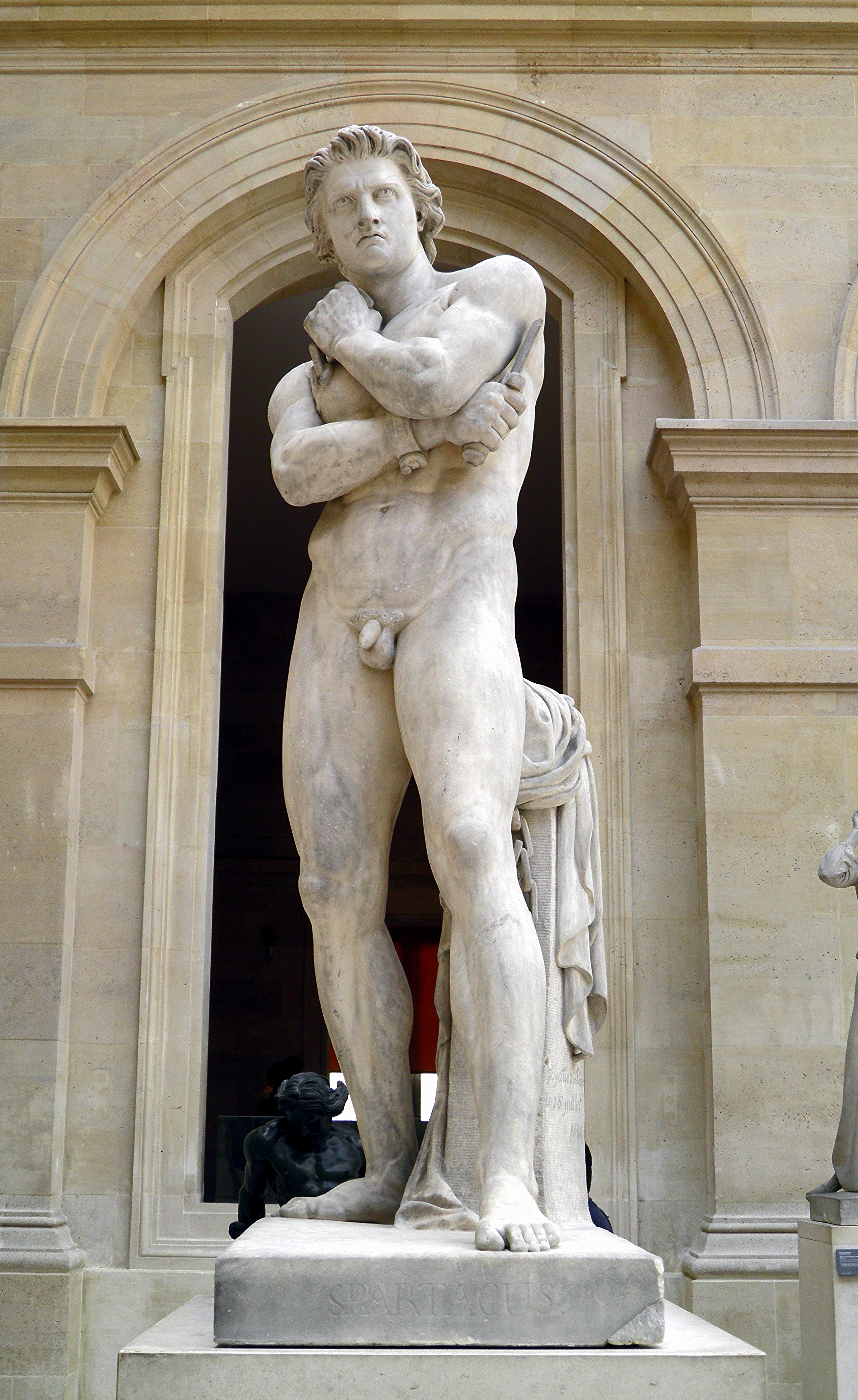
Pomnik przywódcy największego powstania niewolników w starożytnym Rzymie Spartakusa w paryskim Luwrze

Powstania niewolników (wł. Guerre servili) – trzy zbrojne powstania w republice rzymskiej wzniecone przez niewolników. 

## Pierwsze powstanie sycylijskie (138–132 p.n.e.)
Do pierwszych wystąpień niewolników dochodziło już na początku II wieku p.n.e. Jednak największe powstanie wybuchło w roku 138 p.n.e. na Sycylii, gdzie znajdowało się wówczas wielkie skupisko niewolników. Pretekstem do powstania stał się bunt niewolników w posiadłościach Damiflosa którzy zamordowali pana wraz z żoną i spalili ich dom. Do buntowników szybko dołączyli następni, głównie Syryjczycy, wśród których przywódcą obwołano Eunusa. Został on ogłoszony królem i przyjął imię Antioch. Centrum królestwa niewolników od tej pory stanowiła Enna. Działalność powstańców skierowana była przeciwko bogatym (niszczyli wielkie majątki), jednak nie przeciwko niewolnictwu jako systemowi. Zbuntowani niewolnicy założyli własne państwo oparte na systemie niewolniczym, wyzwolono jedynie tych, którzy przyłączyli się do powstania, które trwało sześć lat. W roku 132 p.n.e. Rzymianie wysłali na Sycylię armię pod wodzą konsula Publiusza Rupiliusza, która zdobyła Ennę i Tauromenium. Około 20 tysięcy pojmanych niewolników zostało ukrzyżowanych lub zrzuconych ze skał a przywódcę powstania wtrącono do więzienia, gdzie zmarł.
Powieść przygodowo-historyczna Ave libertas autorstwa Bogusława Sujkowskiego osnuta jest na tle pierwszego powstania niewolników. 

## Drugie powstanie sycylijskie (103–100 p.n.e.)
Pod koniec II wieku p.n.e. nastąpiła druga fala powstań niewolniczych w państwie rzymskim. Niewolnikom sprzyjało osłabienie imperium, spowodowane najazdami germańskich plemion Cymbrów i Teutonów. W roku 103 p.n.e. wybuchło w Kampanii niedaleko Kapui powstanie niewolników, które zostało szybko stłumione. Jednak w tym samym czasie rozpoczęło się znacznie groźniejsze powstanie na Sycylii, określane w historii mianem drugiego powstania sycylijskiego. Jego przyczynę historycy upatrują w uprowadzeniu wielu mieszkańców sprzymierzonej z Rzymem Bitynii i sprzedanie ich w niewolę. Nikomedes, król bityński, odmówił udzielenia Rzymianom pomocy zbrojnej w czasie najazdu Cymbrów i Teutonów, twierdząc, że większość jego poddanych stała się rzymskimi niewolnikami. Senat rzymski wydał zarządzenie o przywróceniu wolności poddanym państw sprzymierzonych, których bezprawnie pozbawiono wolności. Kiedy namiestnik Sycylii rozpoczął wypełnianie postanowień senatu, spotkał się z oporem ze strony właścicieli ziemskich. W tej sytuacji niewolnicy chwycili za broń. Królem powstańców obwołał się Salwiusz, który przybrał imię Tryfona. Powstańcy przyjęli hellenistyczne i rzymskie symbole władzy. Powstanie trwało trzy lata i ostatecznie zostało stłumione przez konsula rzymskiego Maniusza Akwiliusza. Od tej pory zakazano niewolnikom sycylijskim noszenia broni.

## Powstanie Spartakusa (73–71 p.n.e.)
Wydarzenia w drugiej połowie II wieku p.n.e. nie doprowadziły do poprawy sytuacji rzymskich niewolników, których nadal traktowano jak rzeczy. To doprowadziło do kolejnego powstania w roku 73 p.n.e., nazwanego powstaniem Spartakusa.